# Saint-Martin-de-la-Mer
Pour les articles homonymes, voir Saint-Martin.
Saint-Martin-de-la-Mer est une commune française située dans le canton d'Arnay-le-Duc du département de la Côte-d'Or, en région Bourgogne-Franche-Comté.

## Géographie
Saint-Martin-de-la-Mer se situe dans l'est du parc naturel régional du Morvan. La commune rassemble de nombreux bourgs et hameaux comme Mâcon, Conforgien, la Mer, la Justice, ou encore Island. Au cœur du Morvan, la commune est caractéristique par ses monts, cours d'eau et étangs. Saint-Martin dispose également du lac de Chamboux communément avec la commune d'Alligny-en-Morvan.

### Climat
Pour des articles plus généraux, voir Climat de la Bourgogne-Franche-Comté et Climat de la Côte-d'Or.
En 2010, le climat de la commune est de type climat de montagne, selon une étude du Centre national de la recherche scientifique s'appuyant sur une série de données couvrant la période 1971-2000. En 2020, Météo-France publie une typologie des climats de la France métropolitaine dans laquelle la commune est exposée à un climat océanique altéré et est dans la région climatique  Lorraine, plateau de Langres, Morvan, caractérisée par un hiver rude (1,5 °C), des vents modérés et des brouillards fréquents en automne et hiver. 
Pour la période 1971-2000, la température annuelle moyenne est de 9,4 °C, avec une amplitude thermique annuelle de 15,9 °C. Le cumul annuel moyen de précipitations est de 1 146 mm, avec 14,1 jours de précipitations en janvier et 9 jours en juillet. Pour la période 1991-2020, la température moyenne annuelle observée sur la station météorologique de Météo-France la plus proche, « Dun_sapc », sur la commune de Dun-les-Places à 17 km à vol d'oiseau, est de 10,4 °C et le cumul annuel moyen de précipitations est de 1 181,7 mm,. Pour l'avenir, les paramètres climatiques de la commune estimés pour 2050 selon différents scénarios d'émission de gaz à effet de serre sont consultables sur un site dédié publié par Météo-France en novembre 2022.

## Urbanisme

### Typologie
Au 1er janvier 2024, Saint-Martin-de-la-Mer est catégorisée commune rurale à habitat très dispersé, selon la nouvelle grille communale de densité à 7 niveaux définie par l'Insee en 2022.
Elle est située hors unité urbaine et hors attraction des villes,.

### Occupation des sols
L'occupation des sols de la commune, telle qu'elle ressort de la base de données européenne d’occupation biophysique des sols Corine Land Cover (CLC), est marquée par l'importance des territoires agricoles (61,7 % en 2018), en diminution par rapport à 1990 (64,3 %). La répartition détaillée en 2018 est la suivante : 
prairies (54,7 %), forêts (35,9 %), zones agricoles hétérogènes (5,3 %), eaux continentales (2,4 %), terres arables (1,6 %). L'évolution de l’occupation des sols de la commune et de ses infrastructures peut être observée sur les différentes représentations cartographiques du territoire : la carte de Cassini (XVIIIe siècle), la carte d'état-major (1820-1866) et les cartes ou photos aériennes de l'IGN pour la période actuelle (1950 à aujourd'hui).

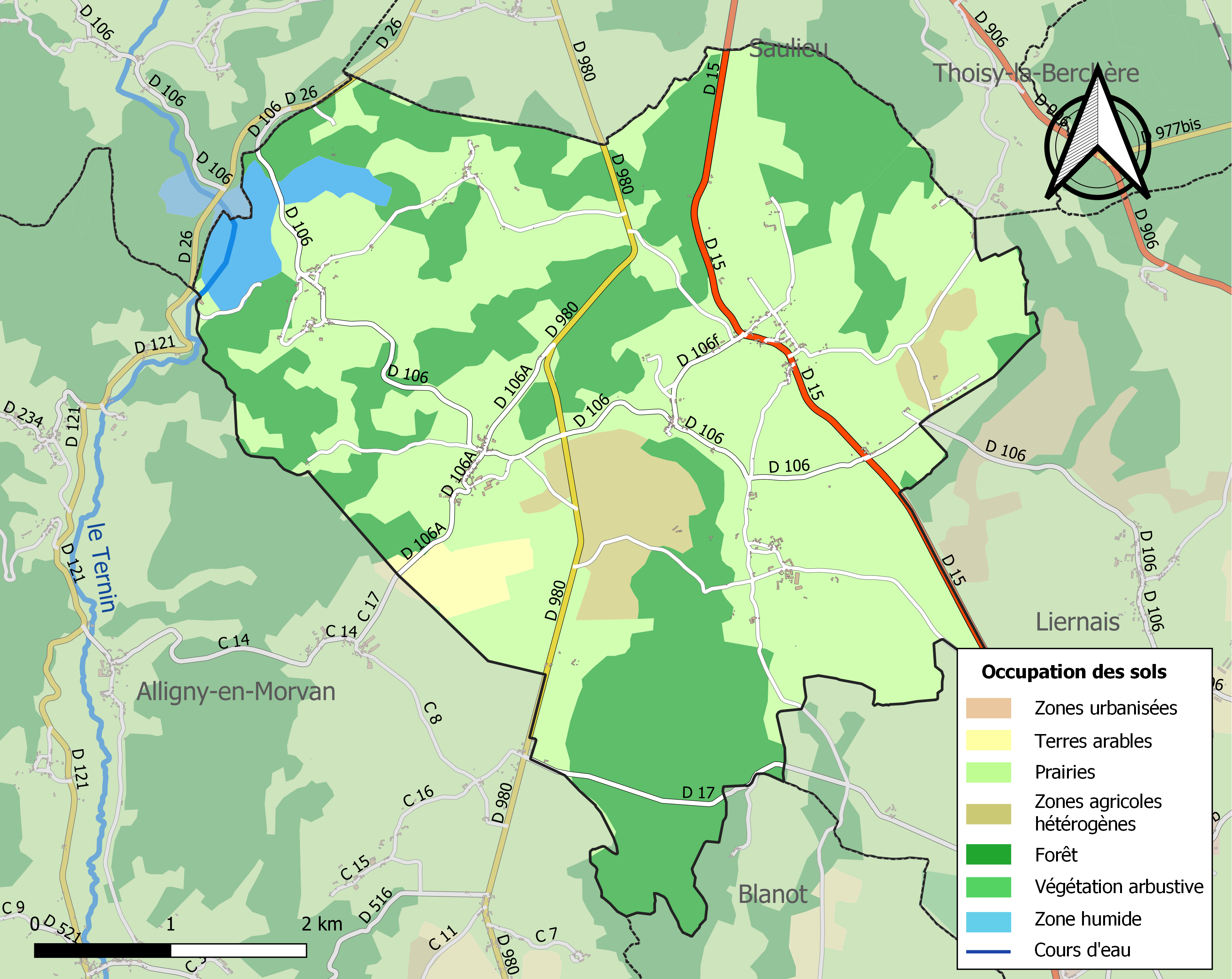
Carte des infrastructures et de l'occupation des sols de la commune en 2018 (CLC).

## Toponymie
Mer : Il s'agit d'une forme locale pour indiquer une "mare" (avec le sens de lac, étang).

## Histoire
Par une bulle de 1164, le pape Alexandre III, alors réfugié en France, confirme que le bénéfice de la cure de la paroisse appartient à l'abbaye de Saint-Martin d'Autun.

## Politique et administration
| Période                                  | Période  | Identité      | Étiquette | Qualité |
| ---------------------------------------- | -------- | ------------- | --------- | ------- |
| avant 1981                               | ?        | Joseph Ronsin |           |         |
| mars 2001                                | en cours | Henri Laville | SE        |         |
| Les données manquantes sont à compléter. |          |               |           |         |

## Démographie
L'évolution du nombre d'habitants est connue à travers les recensements de la population effectués dans la commune depuis 1793. Pour les communes de moins de 10 000 habitants, une enquête de recensement portant sur toute la population est réalisée tous les cinq ans, les populations de référence des années intermédiaires étant quant à elles estimées par interpolation ou extrapolation. Pour la commune, le premier recensement exhaustif entrant dans le cadre du nouveau dispositif a été réalisé en 2007.

En 2022, la commune comptait 279 habitants, en évolution de −6,38 % par rapport à 2016 (Côte-d'Or : +0,82 %, France hors Mayotte : +2,11 %).
| 1793 | 1800 | 1806 | 1821 | 1836 | 1841 | 1846 | 1851 | 1856 |
| ---- | ---- | ---- | ---- | ---- | ---- | ---- | ---- | ---- |
| 555  | 411  | 646  | 707  | 742  | 805  | 762  | 779  | 810  |

| 1861 | 1866 | 1872 | 1876 | 1881 | 1886 | 1891 | 1896 | 1901 |
| ---- | ---- | ---- | ---- | ---- | ---- | ---- | ---- | ---- |
| 801  | 825  | 827  | 792  | 748  | 734  | 732  | 733  | 746  |

| 1906 | 1911 | 1921 | 1926 | 1931 | 1936 | 1946 | 1954 | 1962 |
| ---- | ---- | ---- | ---- | ---- | ---- | ---- | ---- | ---- |
| 734  | 678  | 548  | 540  | 505  | 489  | 474  | 378  | 375  |

| 1968 | 1975 | 1982 | 1990 | 1999 | 2006 | 2007 | 2012 | 2017 |
| ---- | ---- | ---- | ---- | ---- | ---- | ---- | ---- | ---- |
| 357  | 296  | 294  | 288  | 286  | 280  | 279  | 306  | 296  |

| 2022 | - | - | - | - | - | - | - | - |
| ---- | - | - | - | - | - | - | - | - |
| 279  | - | - | - | - | - | - | - | - |

## Culture locale et patrimoine

### Lieux et monuments

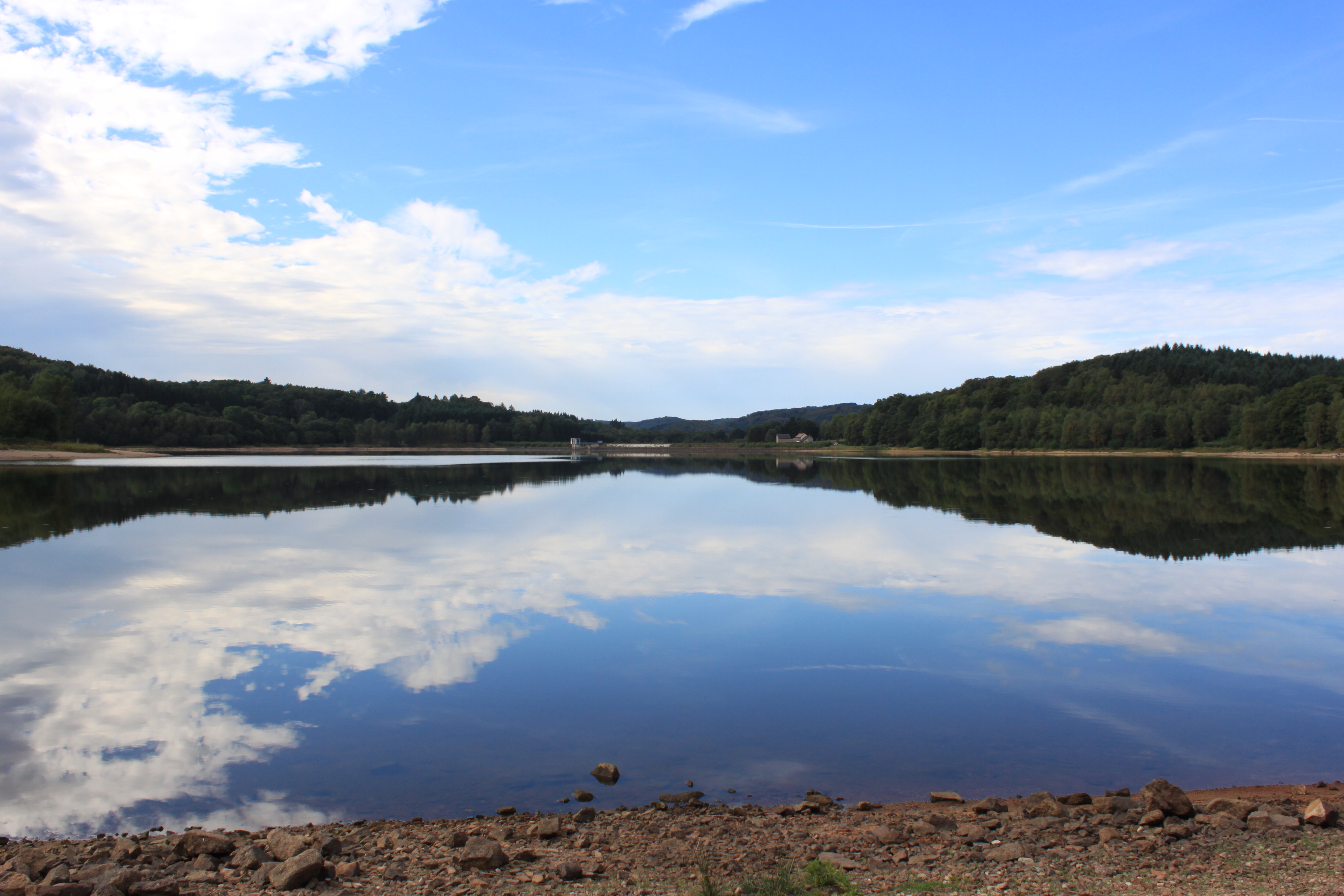
Le lac

- Château de Conforgien,  Inscrit MH (1995), éléments protégés, donjon, XIXe siècle aile, XVIe siècle.
- Château de Mâcon.
- Lac de Chamboux

## Personnalités liées à la commune
- Henri de Clugny, seigneur de Conforgien
- Jean de Saulieu, chevalier, seigneur de Chevannes et La Mer (Saint-Martin-de-la-Mer), prévôt d'Alligny, durant la première moitié du XIIIe siècle.
- César Gabriel de Choiseul, duc de Praslin, baron de Chassy, de Conforgien, de Thoisy-la-Berchère, gouverneur de Bretagne